# Chinotto (Frucht)

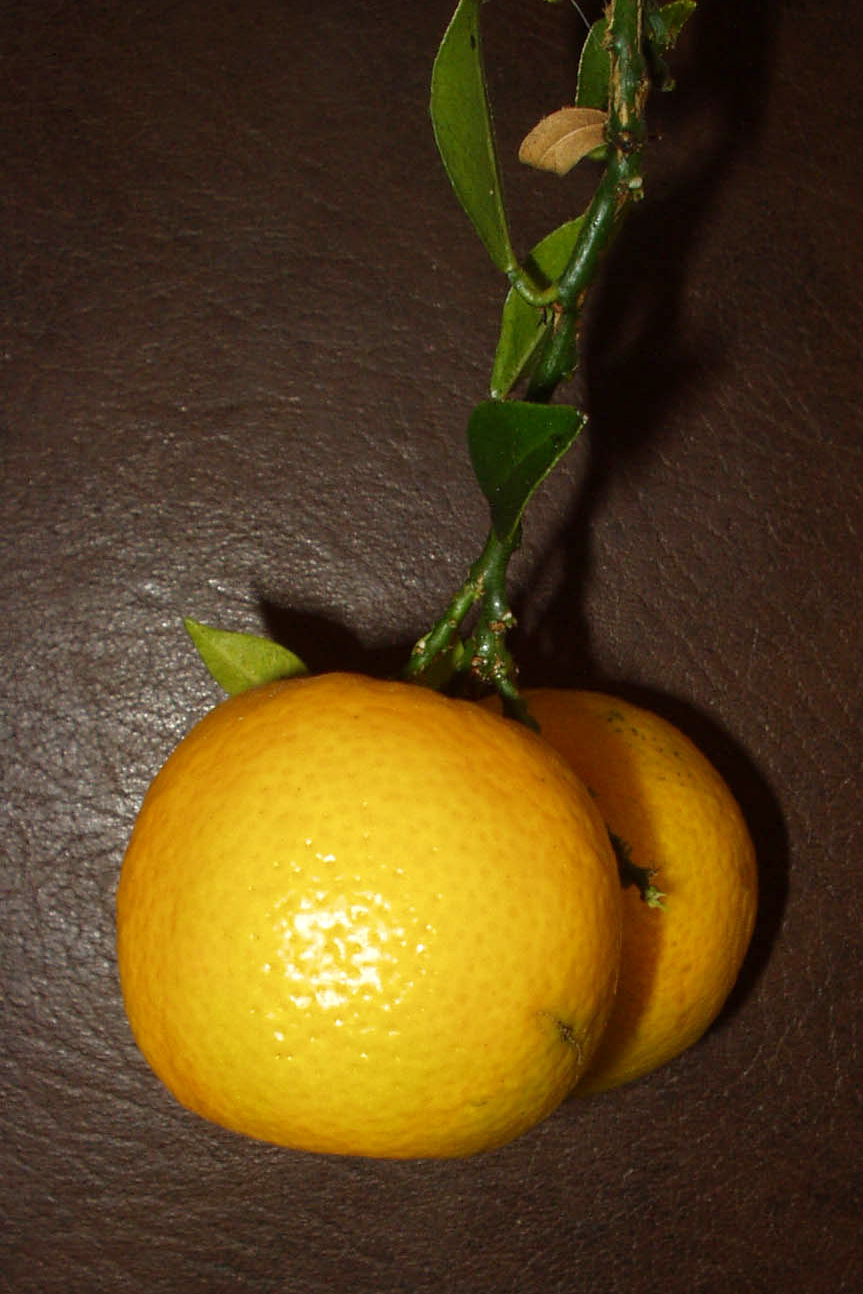
Chinotto-Früchte

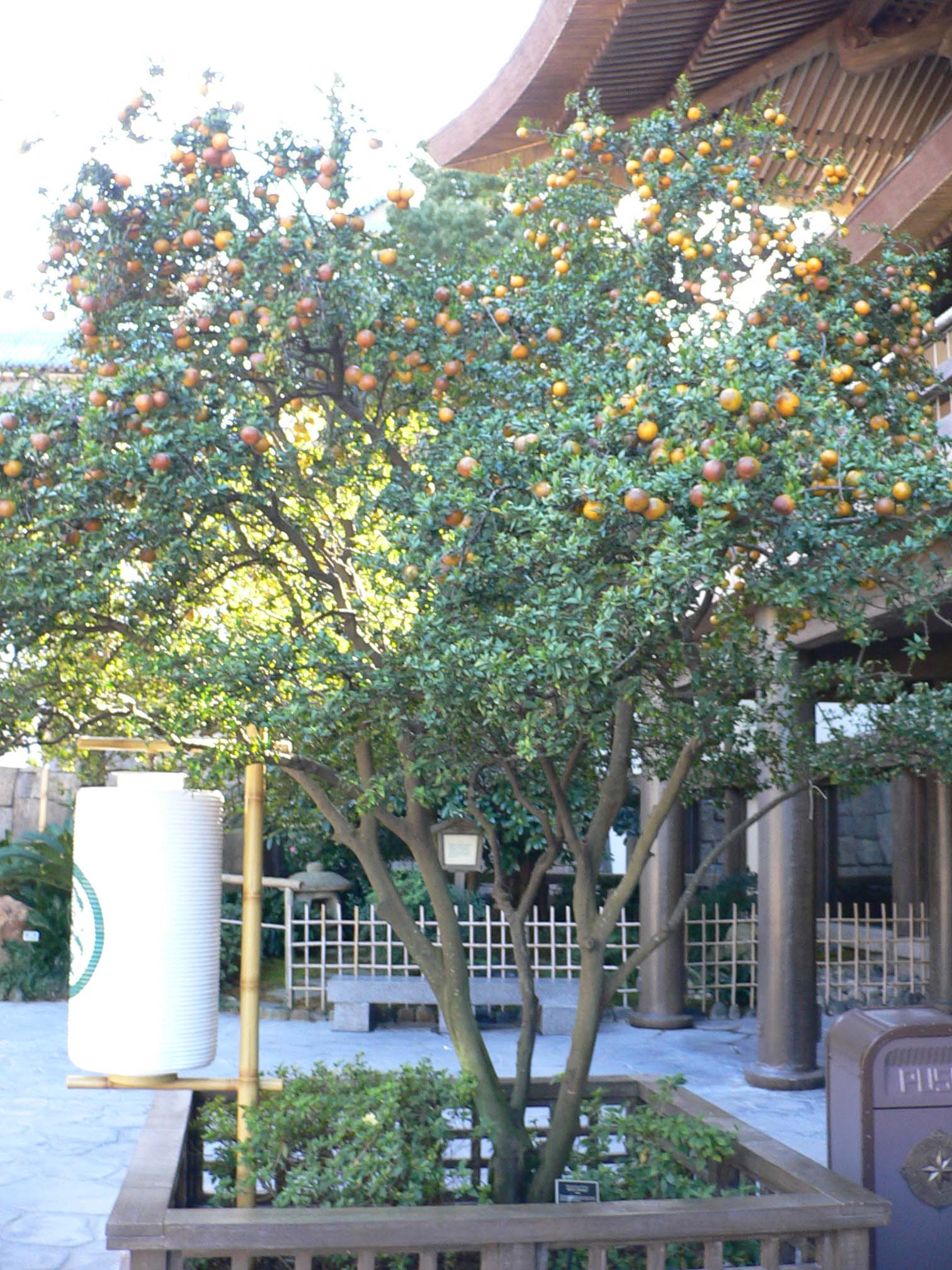
Chinotto-Baum

In der Sortengruppe Chinotto werden einige Sorten der Bitterorange (Citrus × aurantium, Syn. Citrus aurantium var. myrtifolia, Citrus myrtifolia) zusammengefasst. Der Saft wird in Italien vielen Digestifs zugesetzt und ist außerdem in Campari enthalten. Unter dem Namen Chinotto ist auch ein Erfrischungsgetränk auf dem Markt, das mit dem Saft der Frucht hergestellt wird. Charakteristisch sind die dunkle Färbung und der bitter-süße Geschmack. Ein ähnliches Getränk ist in Malta unter dem Namen Kinnie verbreitet. In der Schweiz wird eine mit Chinotto aromatisierte Limonade als Gazosa al Chinotto und unter weiteren Markennamen angeboten.
Die Chinotto-Sorten bilden kleine, langsam wachsende Sträucher. Die Blätter sitzen in sehr kurzen Abständen an nicht bewehrten Zweigen. Sie sind klein, dunkelgrün und schmal mit lang ausgezogener Spitze. Auch die orangefarbenen Früchte sind kleiner als andere Bitterorangen. Die Anzahl an Samen pro Frucht ist sehr variabel.
Der Ursprung wird als Mutation der Bitterorange angesehen, sie soll im 17. Jahrhundert von China ins Mittelmeergebiet gekommen sein. Der Name (italienisch chinotto, französisch chinois) bezieht sich auf diese Herkunft.
Hodgson nennt vier verschiedene Sorten:
- 'Boxwood Leaf Chinotto' ('Chinois à Feuilles de Buis') – Blätter nicht zugespitzt, sondern rundlich, Strauch weniger zwergwüchsig
- 'Crispifolia' – relativ groß, Blätter gewellt
- 'Large Chinotto' – relativ groß, Blätter zugespitzt, reiche Ernte
- 'Dwarf Chinotto' – sehr kleine Sträucher, reich blühend, unterschiedlich tragend

## Belege
Die Informationen dieses Artikels stammen aus:
- Robert Willard Hodgson: Horticultural Varieties of Citrus. In: Walter Reuther, Herbert John Webber, Leon Dexter Batchelor (Hrsg.): The Citrus Industry. 1967 (ucr.edu [abgerufen am 20. Mai 2008]).
- Walter T. Swingle: The Botany of Citrus and Its Wild Relatives. In: Walter Reuther, Herbert John Webber, Leon Dexter Batchelor (Hrsg.): The Citrus Industry. 1967 (ucr.edu [abgerufen am 20. Mai 2008]).